# Núcleo de Estudo e Pesquisa do Envelhecimento
O Núcleo de Estudo e Pesquisa do Envelhecimento (NEPE) , é uma ONG que realiza pesquisas sobre o envelhecimento, contribuindo para um estudo mais aprofundado do tema, facilitando a construção do saber básico sobre doenças conforme o processo do envelhecimento, permitindo a inclusão social e melhoria de qualidade de vida da população idosa. A ONG se encontra como parte do curso de Gerontologia da PUC-SP, como atividade oferecida aos alunos da pós-graduação do curso, sendo uma organização comandada por vários indivíduos especializados no curso que a faculdade apresenta, sendo eles parte do corpo docente de tal pós-graduação, contribuindo para o curso e para todos sobre suas respectivas pesquisas.

## História
Desde de 1986, questões sobre o processo do envelhecimento já vinham sendo discutidas pela PUC-SP com pesquisas realizadas simultaneamente entre os países Brasil, Coréia do Sul, Egito, Índia, Cingapura, Tailândia e Zimbábue, na tentativa  da autopercepção do velho, de suas condições de vida, aspirações e necessidades. Justamente para realizar tais pesquisas sobre o tema "O Idoso e seu sistema de apoio", sendo que no Brasil o nome modificou-se para um subtema: “O idoso e o seu sistema de apoio: estudo da situação do idoso do Distrito da Lapa no Município de São Paulo”. A partir desse tema e realização de pesquisas sobre o respectivo tema, é que temos a aparição do Núcleo de Estudo e Pesquisa do Envelhecimento.
No NEPE, após sua criação para a realização das pesquisas, se teve a implementação de professores de Gerontologia da PUC-SP. 
A origem de tal programa de pós-graduação se deu a partir da criação do respectivo núcleo de pesquisa, criado em 1988, no decorrer mundial das pesquisas sobre o tema já citado. Nove anos depois, a produção de conhecimento sobre o processo de envelhecimento teve um maior reconhecimento, formalizando um Programa de Estudos de Pós-Graduação na área da Gerontologia, sendo iniciada as atividades no ano de 1997.
Desde sua implantação, o NEPE tem contribuído para o desenvolvimento dos estudos gerontológicos no Brasil, contando com 286 dissertações defendidas até junho de 2012, além de inúmeros trabalhos apresentados em eventos científicos (nacionais e internacionais).

## Pesquisas
As pesquisas realizadas pelo NEPE, tem como proposta dentro da disciplina, oferecer conhecimentos básicos de doenças que acontecem no processo de envelhecimento, contribuindo para que haja um entendimento básico de tais doenças, para a orientação de tratamentos.
Atualmente o Núcleo de Estudo e Pesquisa do Envelhecimento é certificado pelo Conselho
Nacional de Desenvolvimento Científico e Tecnológico CNPq como um grupo de pesquisa.

## Corpo docente do curso
| Beltrina Côrte                    |
| Elisabeth F. Mercadante           |
| Flaminia Manzano Moreira Lodovici |
| Maria Helena V. Boas Concone      |
| Nadia Dumara R. Silveira          |
| Paulo Renato Canineu              |
| Ruth G. da Costa Lopes            |
| Salma Tannus Muchail              |
| Silvana Tótora                    |
| Suzana Carielo da Fonseca         |
| Vera Lúcia V. Almeida             |
| Ursula M. Karsch                  |